# Nets Katz
Nets Hawk Katz (1972) é um matemático estadunidense.
É professor de matemática da Universidade de Indiana Bloomington.
Katz obteve o Ph.D. em 1993 orientado por Dennis DeTurck na Universidade da Pensilvânia, com a tese "Noncommutative Determinants and Applications".
É autor de diversos resultados fundamentais em combinatória, análise harmônica e outras áreas. Em 2003, juntamente com Jean Bourgain e Terence Tao, provou que qualquer conjunto de Z/pZ cresce substancialmente sob qualquer adição ou multiplicação. Mais precisamente, se A é um conjunto tal que ambos, A.A e A + A tem cardinalidade no mínimo K|A|, então A tem dimensão no mínimo K^C ou pelo menos p/K^C. Este resultado aplainou o caminho para subsequentes trabalhos de Bourgain, Sergei Konyagin e Glibichuk, estabelecendo que todo campo aproximado é geralmente um campo.
Pouco anteriormente esteve envolvido em estabelecer novos limites em conexão com a dimensão de conjuntos de Kakeya. Juntamente com Laba e Tao provou que a dimensão de Hausdorff de conjuntos de Kakeya em 3 dimensões é estritamente maior que 5/2, e juntamente com Tao estabeleceu novos limites e maiores dimensões.
Em 2010, Nets Katz publicou com Larry Guth o resultado de um esforço conjunto para resolver o problema das distâncias distintas de Erdős, no qual encontraram um resultado "quase-ótimo", provando que um conjunto de N pontos no plano tem no mínimo cN/log N distâncias distintas.

## Obras
- Katz, Nets Hawk; Tao, Terence (2002). «New bounds for Kakeya problems». J. Anal. Math. 87: 231–263. doi:10.1007/BF02868476
- A sum-product estimate in finite fields, and applications, Jean Bourgain, Nets Katz e Terence Tao, (2004), Geometric And Functional Analysis Volume 14, Number 1, 27-57, arxiv version